# Жаксон Авеліну ді Коелью
Жаксон Авеліну Коелью (порт. Jackson Avelino de Coelho), відомий також як Жажа (порт. Jajá, 28 лютого 1986, Іпатінга, штат Мінас-Жерайс, Бразилія) — бразильський футболіст, нападник «Бурірам Юнайтед».

## Біографія
Жаксон Авеліну де Коелью народився в місті Іпатінга. В цьому місті є однойменна команда «Іпатінга». Але починав Жажа не в цьому клубі і не в своєму рідному місті — а за 217 кілометрів від Іпатінги, в столиці штату — місті Белу-Оризонті. Саме там свої домашні матчі проводить команда «Америка Мінейру», що виховала Джексона Коельо.
У основі клубу йому так і не вдалося зіграти. Але вже в 18 літньому віці його запримітили голландські скаути клубу «Феєнорд». В основному складі цього клубу йому також не вдалося зіграти і клуб його відправив в оренду в бельгійський клуб «Вестерло». В сезоні 2004—2005 років команда завершила чемпіонат тільки на 12 місці, а Жажа, що прийшов в середині сезону, забив один гол в 12 матчах. Наступний сезон він провів результативніше, забивши за перше коло чемпіонату 10 голів в 18 матчах.

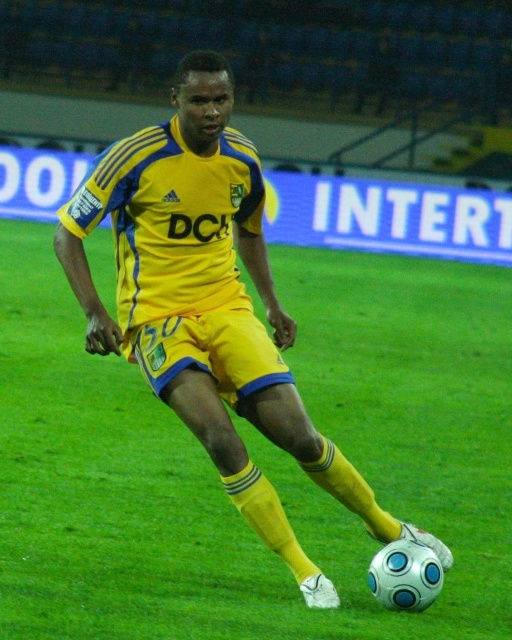
Жажа під час виступів за «Металіст». 3 жовтня 2009 року

Тоді ним зацікавився клуб іспанської Примери «Хетафе». Але там він відіграв тільки 2 матчі, проти «Бетіса» і «Сельти». Нічим не запам'ятавшись у цих матчах Жажа був відправлений до оренди на батьківщину в «Фламенго», а потім у вже відомий йому бельгійський чемпіонат, спочатку до «Генка», а потім знову в «Вестерло», в якому забив 4 голи в 9 матчах.
На початку 2008 року він потрапив у поле зору українського тренера харківського «Металіста» Мирона Маркевича. Жажа підписав контракт з українським клубом на 3,5 роки. Дебютував у Вищій лізі Чемпіонату України з футболу 8 березня 2008 року в Сімферополі в матчі проти місцевого ФК «Таврія» (0:0). А перший гол забив 29 березня 2008 року у ворота одеського «Чорноморця». Всього ж в другому колі сезону 2007-08 Джексон Коельо провів 11 матчів і забив 3 голи.
Наступний сезон Жажа розпочав відмінного — серпні 2008 року гол і пас Жаксона допомогли харків'янам здобути сенсаційну перемогу в Києві над «Динамо», а через кілька тижнів бразилець забив та іншому фавориту на його полі — «Шахтарю», допомігши команді здобути нічию. Всього ж за осінній відрізок прем'єр-ліги 50-й номер «Металіста» забив 10 м'ячів та поступився за цим показником лише динамівцю Ісмаелю Бангура. Вдобавок двічі Жажа турбував сітку чужих воріт у Кубку України та стільки ж в Кубку УЄФА. Завдяки цьому Жажу було визнано футболістом року в Україні. Після цього навіть виникла інформація, що гравцем зацікавився донецький «Шахтар», проте Жажа залишився в Харкові
У сезоні 2009/10 Жаксон продовжив гольову феєрію, забивши в чемпіонаті 16 голів, відставши лише на один гол від найкращого бомбардира чемпіонату «динамівця» Артема Мілевського.
7 серпня 2010 року офіційний сайт ФК «Металіст» повідомив про перехід нападника у турецький клуб «Трабзонспор». Однак у Туреччині Жажа затримався лише на сезон, влітку 2011 поповнивши лави клубу «Аль-Аглі», що базується у столиці Об'єднаних Арабських Еміратів.
На початку 2012 року повернувся на Батьківщину, де приєднався до команди клубу «Інтернасьйонал», вигравши з командою чемпіонат штату.
У січні 2013 року повернувся до «Металіста», де знову став виступати під своїм старим харківським 50 номером. У весняній частині сезону Жажа зіграв всього в 5 офіційних матчах, в яких відзначився 1 голом і 1 результативною передачею. Проте в стиль гри «срібного» Металіста Жажа не вписався, і в липні 2013 року був відданий в оренду на сезон в турецький «Кайсеріспор»

## Досягнення
- Чемпіон штату Ріу-Гранді-ду-Сул: 2012
- Срібний призер чемпіонату України (1) : 2012/13
- Бронзовий призер Чемпіонату України: 2008, 2009, 2010
- Срібний призер чемпіонату Туреччини (1) : 2010/11

### Індивідуальні
- Футболіст року в чемпіонаті України: 2008
- Легіонер року в чемпіонаті України: 2008